# Eight Below
Eight Below (bra: Resgate Abaixo de Zero; prt: Antárctida - Da Sobrevivência ao Resgate) é um filme de drama de sobrevivência estadunidense de 2006 baseado no filme japonês Nankyoku monogatari. Foi produzido por Patrick Crowley e David Hoberman, dirigido por Frank Marshall com música de Mark Isham e escrito por David DiGilio. É estrelado por Paul Walker, Bruce Greenwood, Moon Bloodgood e Jason Biggs. Foi lançado nos cinemas em 17 de fevereiro de 2006 pela Walt Disney Pictures nos Estados Unidos. O filme é ambientado na Antártida, mas foi filmado em Svalbard, Noruega, Gronelândia e Colúmbia Britânica, Canadá. O filme recebeu críticas positivas dos críticos e arrecadou US$120.4 milhões com um orçamento de US$40 milhões.
A malograda expedição japonesa à Antártida em 1958 inspirou o filme de sucesso Nankyoku monogatari, de 1983, do qual Eight Below é um remake. Eight Below adapta os eventos do incidente de 1958 ambientando em 1993. No evento de 1958, quinze cães de trenó huskies de Sacalina foram abandonados quando a equipe da expedição não pôde retornar à base. Quando a equipe retornou um ano depois, dois cães ainda estavam vivos. Outros sete ainda estavam acorrentados e já sem vida, cinco estavam desaparecidos e um padeceu na saída da estação Showa.
O filme foi dedicado à memória de Koreyoshi Kurahara, diretor de Nankyoku monogatari.
Em Eight Below, há dois Malamutes do Alasca (Buck e Shadow) e seis Huskies Siberianos (Max, Maya, Truman, Dewey, Baixinho e Velho Jack). Cada ator-cão teve a ajuda de outros cães que realizaram acrobacias e puxaram trenós. Ao todo, mais de 30 cães foram usados para retratar os oito personagens caninos do filme. Max, Maya, Dewey e Buck (o dublê do Velho Jack) também atuam e são vistos no outro filme da Disney Snow Dogs. As filmagens dos animais foram supervisionadas pela American Humane Association, e o filme traz o padrão "Nenhum animal foi ferido...", apesar de um incidente no set em que um treinador usou força significativa para acabar com uma briga de animais.

## Sinopse
Jerry Shepherd (Paul Walker), Charlie Cooper (Jason Biggs) e o geólogo David McClaren (Bruce Greenwood) fazem parte de uma expedição científica na Antártica. Devido a um acidente inesperado e às perigosas condições meteorológicas da região, a expedição é obrigada a abandonar sua equipe de cães Huskys siberianos. Com isso os cachorros precisam enfrentar sozinhos o forte inverno da Antártica por 6 meses sem qualquer abrigo, até que seja possível organizar uma nova missão, com o objetivo de resgatá-los.

## Elenco
- Paul Walker como Jerry Shepard
- Bruce Greenwood como Dr. Davis McClaren
- Moon Bloodgood como Katie
- Jason Biggs como Charlie Cooper
- Gerard Plunkett como Dr. Andy Harrison
- August Schellenberg como Mindo
- Wendy Crewson como Eve McClaren
- Belinda Metz como Rosemary Paris
- Connor Christopher Levins como Eric McClaren
- Duncan Fraser como Capitão Lovett
- Dan Ziskie como Comandante da Marinha
- Michael David Simms como Armin Butler
- Daniel Bacon como burocrata #2
- Laara Sadiq como burocrata #3
- Malcolm Stewart como Charles Buffett

## Lançamento

### Recepção crítica
No Rotten Tomatoes, o filme tem uma classificação de 72%, baseado em 146 comentários. O consenso crítico do site diz: "Apresentando um elenco estelar de vira-latas abandonados, que exibem habilmente emoção, ternura, lealdade e determinação, Eight Below é um filme de aventura reconfortante e estimulante." Roger Ebert do Chicago Sun-Times deu ao filme 3 de 4 estrelas, e disse que "Eight Below tem sucesso como uma história efetiva". A BBC também gostou do filme, mas não gostou muito da sua duração (2 horas). Reel.com gostou, dizendo que "o filme consegue atrair você para sua incrível aventura". No entanto, San Francisco Chronicle não gostou do filme, dizendo: "O filme é muito longo e intenso demais para crianças pequenas, mas está repleto de diálogos e enredos que são muito juvenis para emocionar o público adulto". William Arnold do Seattle Post-Intelligencer reagiu favoravelmente ("os atores caninos vão derreter seu coração"), mas apontou, como outros revisores, que "os aficionados da Antarctica" serão críticos em relação aos erros, como retratar eventos do meio do inverno ocorrendo na luz do dia amena e ardente em um momento em que a Antártica, na vida real, estaria sem luz e com temperaturas muito frias. Antarctica foi o nome em inglês do filme japonês Nankyoku monogatari quando este foi lançado nos EUA.

### Bilheteria
De acordo com Box Office Mojo, o filme estreou em #1 em 17 de fevereiro de 2006, com um total de final de semana bruto de $20,188,176 em 3,066 cinemas, com média de aproximadamente $6,584 por sala de cinema. O filme terminou em 1 de junho de 2006 com um total bruto mundial de US$120,453,565 (US$81,612,565 no mercado interno e US$38,841,000 no exterior).